# المعطی بوعبید
المعطی بوعبید (عربی: المعطي بوعبيد؛ (زادهٔ ۱۱ نوامبر ۱۹۲۷ – درگذشته ۱ نوامبر ۱۹۹۶) یک سیاست‌مدار اهل مراکش بود. وی از ۲۲ مارس ۱۹۷۹ تا ۳۰ نوامبر ۱۹۸۳ نخست‌وزیر این کشور بود.